# José Segú
José Segú Soriano (La Garriga, 8 maart 1935 – aldaar, 25 juli 2010) was een Spaans wielrenner die twee etappes won in de Ronde van Spanje en tweede werd in het eindklassement in de Ronde van Spanje 1959.

## Carrière
Zijn eerste overwinningen boekte Segú in 1953, een jaar voordat hij prof werd bij Splendid-d'Alessandro, in de Grote Prijs van Catalonië en de Trofeo Jaumendreu. In 1958 nam hij voor het eerst deel aan de Ronde van Spanje waarin hij 42e werd. Het jaar nadien werd hij tweede in het eindklassement van de Vuelta, achter Antonio Suárez. Na meerdere etappezeges in onder andere de Ronde van Catalonië en het Critérium du Dauphiné won hij in 1962 voor het eerst een rit in de Ronde van Spanje. In de zeventiende etappe, die van Vitoria-Gasteiz naar Bilbao trok, zegevierde hij voor zijn ploeggenoot Eusebio Vélez. Zijn volgende succes in de Vuelta, tevens zijn eerstvolgende overwinning, was eveneens in de Ronde van Spanje. Ditmaal zegevierde hij in de tweede etappe, voor de Nederlander Bas Maliepaard. Voor het eindigen van zijn carrière, in 1965, won hij onder andere nog etappes in de Ronde van La Rioja en de GP du Midi-Libre.

## Overwinningen
1953
2e etappe Grote Prijs Catalonië
Eindklassement Grote Prijs Catalonië
Trofeo Jaumendreu
1954
Bergklassement Ronde van Catalonië
1955
Bergklassement Tour des Provinces du Sud-Est
5e etappe Ronde van Levante
1958
6e etappe Ronde van Catalonië
1959
1e etappe Critérium du Dauphiné
3e etappe Ronde van Catalonië
1960
3e etappe Barcelona-Madrid
Grote Prijs gemeente van Bilbao
8e etappe (deel B) Ronde van Catalonië
1961
7e etappe (deel B) Ronde van Catalonië
1962
1e, 5e, 6e en 8e etappe Ronde van Andalusië
17e etappe Ronde van Spanje
1963
2e etappe Ronde van Spanje
2e etappe GP du Midi-Libre
3e etappe Ronde van La Rioja
Puntenklassement Ronde van Catalonië
1965
3e etappe Ronde van Andalusië
Eindklassement Ronde van Andalusië

### Resultaten in voornaamste wedstrijden
| Jaar | Ronde van Italië | Ronde van Frankrijk | Ronde van Spanje |
| ---- | ---------------- | ------------------- | ---------------- |
| 1958 |                  |                     | 42e              |
| 1959 |                  |                     | ↑                |
| 1960 |                  |                     | 20e              |
| 1961 |                  |                     | opgave           |
| 1962 |                  |                     | 22e (1)          |
| 1963 |                  |                     | 31e (1)          |
| 1964 |                  | 45e                 |                  |
| 1965 |                  |                     | 27e              |

| Jaar | Milaan-San Remo | Parijs-Roubaix |  | WK op de weg |
| ---- | --------------- | -------------- |  | ------------ |
| 1958 |                 |                |  |              |
| 1959 |                 |                |  | opgave       |
| 1960 | 65e             |                |  |              |
| 1961 |                 |                |  |              |
| 1962 | 46e             |                |  |              |
| 1963 |                 | 46e            |  |              |
| 1964 |                 |                |  |              |
| 1965 |                 |                |  |              |

Wielerploegen van Salvador Botella
Borcy ·
Bordin ·
Botella ·
Bover ·
Chacón ·
Ciampi ·
Company ·
Decock ·
Derycke ·
Desmet ·
Emiliozzi ·
Ernzer ·
Fini ·
Fornasari ·
Galdeano ·
Gaul ·
Geers ·
Girardini ·
Gola ·
Graf ·
Grondelaers ·
Hoevenaars ·
Iturat ·
Kerckhove ·
Koblet ·
Luyten ·
Metra ·
Mostajo ·
Pacheco ·
Pavesi ·
Pellegrini ·
Ruiz ·
Scappini ·
Schär ·
Schils ·
Schroeders ·
Segú ·
Serra ·
Strehler ·
Trobat ·
Vandaele ·
Van Looveren ·
Van Looy ·
Verhelst ·
Verplaetse